# درولوو
درولوو (به آلمانی: Drewelow) یک منطقهٔ مسکونی در آلمان است که در اشپانتکوو واقع شده‌است. درولوو ۱۸۲ نفر جمعیت دارد.